# متنزه مانويل أنطونيو الوطني
متنزه مانويل أنطونيو الوطني هو متنزه وطني يقع على ساحل المحيط الهادئ لدولة كوستاريكا. في 2011 صنفتها فوربس ضمن أجمل 12 متنزه وطني على مستوى العالم.